# Moucherolle cannelle
Pyrrhomyias cinnamomeus
Ne doit pas être confondu avec Moucherolle à ventre fauve ou Moucherolle à poitrine fauve (homonymie).
Genre
Espèce
Statut de conservation UICN

 LC  : Préoccupation mineure
Le  Moucherolle cannelle (Pyrrhomyias cinnamomeus), également appelé Moucherolle fauve, est une espèce de passereaux de la famille des Tyrannidae. C'est la seule espèce du genre Pyrrhomyias.

## Répartition
Cet oiseau vit en Argentine, en Bolivie, en Colombie, en Équateur, au Pérou et au Venezuela.

## Habitat
Son habitat naturel est les montagnes humides subtropicales ou tropicales.

## Sous-espèces
Selon Alan P. Peterson, il en existe six sous-espèces :
- Pyrrhomyias cinnamomeus assimilis (Allen) 1900 ;
- Pyrrhomyias cinnamomeus cinnamomeus (Orbigny & Lafresnaye) 1837 ;
- Pyrrhomyias cinnamomeus pariae Phelps & Phelps 1949 ;
- Pyrrhomyias cinnamomeus pyrrhopterus (Hartlaub) 1843 ;
- Pyrrhomyias cinnamomeus spadix Wetmore 1939 ;
- Pyrrhomyias cinnamomeus vieillotioides (Lafresnaye) 1848.